# Atelestidae
Atelestidae Hennig, 1970, è una piccola famiglia di insetti dell'ordine dei Ditteri (Brachycera: Muscomorpha). Comprende dieci specie viventi.

## Descrizione
Gli adulti sono insetti di piccole dimensioni, con corpo lungo 2-3 mm e livrea grigiastra, poco appariscente. Il capo grande, oloptico, provvisto di antenne aristate, con scapo privo di setole e flagello di dimensioni analoghe a quelle dei due articoli basali e recante all'apice uno stilo filiforme composto da 2-3 segmenti. Il torace è robusto e convesso, con zampe lunghe, leggermente ingrossate nei femori e nelle tibie posteriori e con tarsi privi di lobo mediano. Le ali sono tomentose, ialine, con una debole pigmentazione intorno al tratto terminale del ramo anteriore della radio; l'alula è ben sviluppata e il lobo anale molto pronunciato. L'addome dei maschi presenta l'ipopigio simmetrico e non ruotato.
La nervatura alare ha una ramificazione semplificata. La struttura e la morfologia variano secondo il genere:
- costa non si estende sull'intero margine ma si interrompe o si indebolisce in corrispondenza della confluenza di M1;
- subcosta debole nel suo tratto terminale, quasi incompleta;
- radio divisa in tre rami, con R2+3 e R4+5 lunghe e indivise;
- media divisa in due rami, M1+2 e M4, in Acarteroptera e  Atelestus e in tre rami in Meghyperus, per la presenza della biforcazione M1+2. In Nemedina il tratto basale della media è comune con quello della cubito;
- cellula discale assente in Atelestus e Nemedina, presente in Acarteroptera e Meghyperus; in quest'ultimo genere la biforcazione M1+2 è separata dalla cellula discale da un ramo M1+2 basale comune;
- cubito e anale convergenti in un ramo comune abbastanza lungo, con tratto terminale di CuA visibilmente convesso;
- cellula cup chiusa e distante dal margine.
- Cellule basali (bm e rm) brevi, contenute entro la metà prossimale dell'ala; in Nemedina manca la seconda basale per fusione dei tratti prossimali della media e della cubito;
- Cellule marginale (r1), submarginale (r2+3) e prima posteriore (r5) lunghe e strette.

Una conformazione particolare si verifica in Nemedina. La semplificazione della venulazione si manifesta con la fusione dei tratti basali del sistema mediale e del sistema cubitale, con conseguente scomparsa della seconda cellula basale (bm) della prima biforcazione della media e della vena trasversa medio-cubitale (m-cu). La vena M4 trae origine come diramazione dalla CuA. In questo caso è più appropriato denominare la vena M4 con CuA1 e la vena CuA con CuA2 come si riscontra spesso in letteratura. D'altra parte si ricorda in questa sede che l'apparente controversa denominazione di questa vena, che cambia secondo gli Autori, con M4 o CuA1 deriva dalla semplificazione della nervatura, nell'evoluzione dei Ditteri, in corrispondenza del sistema cubitale: l'interpretazione è che il primo ramo della cubitale anteriore (CuA1 o Cu1) si sia fuso con la quarta vena del ramo posteriore della mediana (M4).
| Acarteroptera | Atelestus |
| Schema della nervatura alare nei quattro generi degli Atelestidae Nervature longitudinali: C: costa; Sc: subcosta; R: radio; M: media; Cu: cubito; A: anale. Nervature trasversali: h: omerale; r-m: radio-mediale; m-cu: medio-cubitale. Cellule: d: discale; br: 1ª basale; bm: 2ª basale; r1: marginale; r3: 1ª submarginale; r5: 1ª posteriore; cup: cellula cup. |           |
| Meghyperus | Nemedina  |

## Biologia
La biologia di questi ditteri è quasi sconosciuta e non si hanno osservazioni dirette sul comportamento alimentare degli adulti. Sulla base dell'assenza delle lame epifaringee, carattere che negli Empidoidea è generalmente associato ad un regime dietetico zoofago, Sinclair & Cumming (2006) attribuiscono a questa famiglia un probabile regime glicifago, a spese del nettare dei fiori. A sostegno di questa ipotesi ci sarebbe inoltre il ritrovamento di granuli pollinici nell'addome di esemplari sezionati del genere Acarteroptera.

## Sistematica, filogenesi ed evoluzione
Fino agli anni ottanta, la posizione sistematica dei generi che fanno capo a questa famiglia era confusa e controversa. Il genere Atelestus era trattato, secondo gli Autori, fra gli Empididae o i Platypezidae, quest'ultima una famiglia dei Cyclorrhapha inferiori. Hennig (1970) divise la famiglia degli Empididae in due gruppi di sottofamiglie. In uno di questi, Ocydromioinea, definì la sottofamiglia Atelestinae e vi incluse i generi Atelestus, Meghyperus e Acarteroptera e, in dubbio, il genere Anomalempis (Diptera: Brachystomatidae). Chandler (1981) descrisse una nuova specie Nemedina alamirabilis includendola in un genere nuovo dalla collocazione filogenetica e tassonomica incerta.
Chvála (1983) revisionò la superfamiglia degli Empidoidea definendo tre nuove famiglie, Atelestidae, Microphoridae e Hybotidae. La definizione della famiglia Atelestidae sembra riscuotere un ampio consenso, per quanto siano ancora incerte le relazioni filogenetiche all'interno della famiglia. Nella sua revisione, Chvála spostò nella nuova famiglia i generi Acarteroptera, Atelestus, Meghyperus. Il genere Nemedina, definito due anni prima da Chlandler in base ad una sola specie conosciuta, restava come incertae sedis nell'ambito degli Empidoidea.
La separazione degli Atelestidae era già largamente condivisa in letteratura, sia pure con alcune eccezioni, ma il carattere monofiletico degli Atelestidae è stato recentemente confermato da Sinclair & Cumming (2006) e Moulton & Wiegmann (2007), offrendo perciò ulteriore supporto all'inquadramento tassonomico di Chvála. Yeates et al. (2007) mettono in evidenza l'incertezza sulla posizione chiave degli Atelestidae nella correlazione filogenetica fra i Brachiceri inferiori e i Cyclorrhapha. Restano inoltre dubbi sull'effettiva collocazione, nell'albero cladistico, del genere Meghyperus, che secondo Moulton & Wiegmann sarebbe parafiletico.
Sinclair & Cumming, oltre a supportare la pertinenza tassonomica di questa famiglia, includono il genere Nemedina e propongono la divisione in due sottofamiglie, distinguendo formalmente Nemedina dagli altri generi riconducibili agli Atelestidae sensu Chvála. Sulla base di queste revisioni, la composizione della famiglia, limitatamente alle specie viventi, è pertanto la seguente:
- Sottofamiglia Atelestinae
  - Acarteroptera
    - Acarteroptera licina
    - Acarteroptera recta

  - Atelestus (syn. Platycnema)
    - Atelestus dissonans
    - Atelestus pulicarius

  - Meghyperus
    - Meghyperus occidens
    - Meghyperus nitidus
    - Meghyperus sudeticus
- Sottofamiglia Nemedininae
  - Nemedina
    - Nemedina acutiformis
    - Nemedina alamirabilis
    - Nemedina zaitsevi

L'origine della famiglia non è sufficientemente documentata e i ritrovamenti di fossili determinati come Atelestidae sono piuttosto recenti e si devono in gran parte a ricerche condotte da Grimaldi & Cumming. Dal punto di vista filogenetico, gli Atelestidae sono considerati una linea primitiva divergente dal clade degli altri Empidoidea (Hybodidae + Empididae + Microphoridae + Dolichopezidae) ma, sulla base dell'analisi morfologica, ci sono incertezze sul ruolo degli Atelestidae nella relazione ancestrale fra il clade dei Cyclorrhapha e quello degli Empidoidea. Questi elementi fanno ritenere che diversi Atelestidae si sarebbero evoluti, come altri Empidoidea, a partire dal Cretaceo superiore e, quindi, farebbero parte dei ditteri che sono subentrati ad altri Brachiceri inferiori estinti fra il Giurassico e il Cretaceo nel processo evolutivo dell'ordine.
Specie fossili risalenti al Cretaceo sono state segnalate da Grimaldi & Cumming (1999) e attribuite a cinque generi estinti:  Cretodromia, Atelestites, Nemedronia, Phaetempis e Prolatomyia. Altri fossili, più recenti, risalgono invece al Cenozoico e sono classificate nel genere estinto Dianafranksia e in quello vivente Nemedina.

## Habitat e diffusione
Gli Atelestidae sono presenti in tre regioni zoogeografiche della Terra. Acarteroptera è endemico del Cile, Atelestus è presente nel centro e nord Europa, Meghyperus ha distribuzione oloartica, con due specie nordamericane e una segnalata in Russia, e, infine, Nemedina è paleartica, con tre specie segnalate, rispettivamente, in Spagna, nell'Europa centrale e nel Kazakistan.
In Italia non sono segnalate specie appartenenti a questa famiglia.